# Hangin' On
Hangin' On es un álbum del cantante Waylon Jennings lanzado en 1968 bajo el sello disquero RCA Victor. El álbum incluye el éxito "I Fall in Love So Easily".

## Canciones
1. Hangin' On – 2:19
(Ira Allen y Buddy Mize)
2. Julie – 2:24
(Jennings)
3. The Crowd – 2:36
(Joe Melson y Roy Orbison)
4. Let Me Talk to You – 2:12
(Danny Dill y Don Davis)
5. Woman, Don't You Ever Laugh at Me – 2:22
(Bobby Bare)
6. The Chokin' Kind – 2:27
(Harlan Howard)
7. Gentle on My Mind – 3:07
(John Hartford)
8. Right Before My Eyes – 2:02
(Don Bowman y Jennings)
9. Lock, Stock and Teardrops – 2:49
(Roger Miller)
10. I Fall in Love So Easily – 2:08
(Glenn Martin y Billy Swan)
11. Looking at a Heart That Needs a Home – 2:27
(Harlan Howard)
12. How Long Have You Been There – 2:37
(Dee Moeller)